# NGC 219
في الفهرس العام الجديد NGC 219 هي مجرة إهليلجية في كوكبة قيطس تقع على مسافة تقارب 245 مليون سنة ضوئية من الشمس. اكتشفت في 16 سبتمبر 1863 من قبل الفلكي الأمريكي جورج فيلبس بوند.

## وصلات خارجية
- NGC 219 على موقع ويكي سكاي: DSS2, SDSS, GALEX, IRAS, Hydrogen α, X-Ray, Astrophoto, Sky Map, Articles and images